# Народний меморіальний музей Юлія Мейтуса
Народний меморіальний музей Юлія Мейтуса — музей, присвячений життю і творчості музично-суспільного діяча Юлія Мейтуса, розташований у місті Кропивницькому.

## Загальні дані
Музейний заклад розташований у будівлі міської музичної школи № 2 у середмісті Кропивницького за адресою:
вул. Маланюка, буд. 1, м. Кропивницький-25015 (Україна).
Директор школи — Валентина Григорівна Ревенко. 

## З історії
Народний меморіальний музей Юлія Мейтуса створений у 1985 році за ініціативи педагогічного колективу Кропивницької дитячої музичної школи №2.
З 1984 року бере початок встановлення дружніх стосунків з родиною Юлія Сергійовича, яка передала школі для створення музею більше 200 перших експонатів, серед яких були рукописи, афіші, фотодокументи, клавіри, листи, нотні збірки, книги та особисті речі композитора.